# Нормирование оборотных средств
Нормирование оборотных средств (англ.  valuation of current assets ) — процесс разработки экономически обоснованных норм и нормативов оборотных средств, которые необходимы предприятию для бесперебойной работы.

## Определение
Оборотные средства (англ.  current assets ) оборотные средства характеризуются коротким сроком службы; т. к. их стоимость сразу входит в затраты на создание нового продукта (например, материалы; сырье; изделия, предназначенные для продажи; деньги).
Оборотные средства (ОбС) обязательно нужны каждому предприятию для организации бесперебойных процессов: производства, снабжения, сбыта и т. д., финансовых расчетов [своевременного: перечисления налогов, уплаты коммунальных платежей (за израсходованную предприятием электроэнергию, воду и т. п.), выплату заработной платы своим сотрудникам) и т. д.].
Оборотные средства  — стоимостное выражение предметов труда, которые участвуют в процессе производства один раз, полностью переносят свою стоимость на себестоимость продукции, изменяют свою натурально-вещественную форму.

## Методологический подход
Движение финансовых средств [т. е. поток оборотных средств (ОбС)] опосредствует движение материальных потоков к предприятию-потребителю. Приобретая партию необходимых материальных ресурсов (МР), предприятие - потребитель платит за неё поставщику определенную сумму финансовых ресурсов (ФР), т. е. оно связывает свои ОбС (свои оборотные фонды) с этой партией МР. И если у предприятия нет свободных и в достаточном количестве свободных ОбС, чтобы оплатить заводу изготовителю (поставщику) за очередную партию материальных ресурсов, необходимых для обеспечения бесперебойного процесса производства, то тогда остановится материальный поток к его предприятию - потребителю. Аналогичная ситуация будет иметь место, и когда предприятие-изготовитель не сможет реализовать произведенную им  готовую продукцию (ГП) другим потребителям по такой же причине, что у покупателей нет свободных ОбС. И здесь тоже затормозится материальный поток (выпущенной уже ГП) – предприятие просто «затоварится» своими сбытовыми запасами. Поэтому очень важно, чтобы руководство в течение года осуществляло эффективное управление на предприятии финансовыми и материальными потоками, своими оборотными средствами и запасами.

## Бухгалтерское деление
Оборотные средства, также называемые оборотным капиталом — те средства, которые компания использует для осуществления своей повседневной деятельности, целиком потребляемые в течение производственного цикла. Их обычно делят на товарно-материальные ценности и денежные средства.
К ним относятся:
- Запасы
  - сырьё, материалы, топливо, энергия, полуфабрикаты, запчасти
  - затраты в незавершённом производстве
  - готовая продукция и товары
  - расходы будущих периодов
- НДС по приобретённым ценностям
- Дебиторская задолженность (<12 мес.)
- Краткосрочные финансовые вложения
- Денежные средства на счетах и в кассе
- Прочие оборотные активы (малоценные и быстроизнашивающиеся предметы)

## Классификация оборотных средств
1. Оборотные производственные фонды (оборотные средства в сфере производства и в процессе производства)
  1. Производственные запасы: сырье, основные материалы, покупные полуфабрикаты, топливо, вспомогательные материалы, МБП (малоценные и быстроизнашивающиеся предметы по остаточной стоимости)
  2. Средства в процессе производства: незавершенное производство, полуфабрикаты собственной выработки
  3. Расходы будущих периодов
2. Фонды обращения (оборотные средства обращения)
  1. Нереализованная продукция: готовая продукция на складах предприятия, отгруженная, но ещё не оплаченная продукция, товары для перепродажи
  2. Денежные средства: касса, расчетный счет, валютный счет, ценные бумаги, прочие денежные средства, расчеты с другими предприятиями и организациями